# بلال یوسف
بلال یوسف (انگلیسی: Belal Yousef؛ زادهٔ ۲۵ مهٔ ۱۹۹۵) یک بازیکن فوتبال است.